# دييغو فابريني
دييغو فابريني (بالإيطالية: Diego Fabbrini)‏ مواليد 31 يوليو 1990 في بيزا، إيطاليا، هو لاعب كرة قدم إيطالي يلعب لنادي واتفورد الإنجليزي منذ 2014 في مركز قلب الهجوم، كما يلعب مع منتخب إيطاليا لكرة القدم كلاعب وسط.

## المسيرة الرياضية

### نادي إمبولي
كان أول نادي يَلتحق بِهِ فابريني هو نادي إمبولي في أغسطس 2009. وبدأ بأول موسم له كمُحترف، وكان عُمره 19 سنة. أصبح لاعب أساسي بالفريق، وظهر 56 مباراة، وحقق 1 هدف في الدوري الإيطالي الدرجة الثانية 2009 - 2010.

### نادي أودينيزي
كان نادي أودينيزي النادي الثاني الذي التحق به فابريني انتقل فابريني إلى نادي أودينيزي في عام 2011 وكان عمره 21 سنة شارك في 14 مباراة وأحرز فيهما هدفين وفي موسم 2012-2013 التحق فابريني في صفوف نادي باليرمو وفي فترة الانتقالات عاد فابريني إلى صفوف نادي أودينيزي ليشارك معهم في 7 مباريات دون أن يحرز أي هدف وهكذا انتهت مسيرته مع نادي أودينيزي.

### نادي باليرمو
كان نادي باليرمو النادي الثالث الذي لعب فيه فابريني وانتقل فابريني إلى صفوف نادي باليرمو في موسم 2012-2013 ليشارك معه في 8 مباريات أحرز خلالها هدف واحد.

### نادي سيينا
كان نادي سيينا النادي الرابع الذي شارك فابريني فيه وانتقل إليه في موسم 2013-2014 وظهر في 10 مباريات أحرز خلالهم هدف واحد فقط.

### نادي واتفورد
كان نادي واتفورد الإنجليزي النادي الخامس الذي شارك فيه فابريني وانتقل إليه في فترة الانتقالات خلال موسم 2013-2014 لتكون أول تجربة له في الدوري الإنجليزي وشارك في 21 مباراة وأحرز هدفاً واحداً.

### نادي ميلوول
كان نادي ميلوول النادي السادس الذي شارك فيه خلال مسيرته والثاني في الدوري الإنجليزي الذي شارك معه فابريني وشارك معه في موسم 2014-2015 ولعب معهم 15 مباراة أحرز خلالها هدف واحد فقط.

### نادي برمنغهام سيتي
كان برمنغهام سيتي النادي السابع الذي شارك فيه خلال مسيرته والثالث في الدوري الإنجليزي وانتقل إلى صفوفه في موسم 2014-2015 ولعب معهم 5 مباريات دون أن يحرز خلالها إي هدف.

## روابط خارجية
- دييغو فابريني على موقع الاتحاد الأوربي (الإنجليزية)
- دييغو فابريني على موقع قاعدة بيانات كرة القدم.إي يو (الإنجليزية)
- دييغو فابريني على موقع ناشيونال فوتبول تيمز (الإنجليزية)
- دييغو فابريني على موقع Soccerbase.com (لاعب) (الإنجليزية)
- دييغو فابريني على موقع Soccerway.com (الإنجليزية)
- دييغو فابريني على موقع عالم كرة القدم.نت (الإنجليزية)
- دييغو فابريني على موقع AS.com (الإسبانية)